# Mehmet Nuri Ersoy

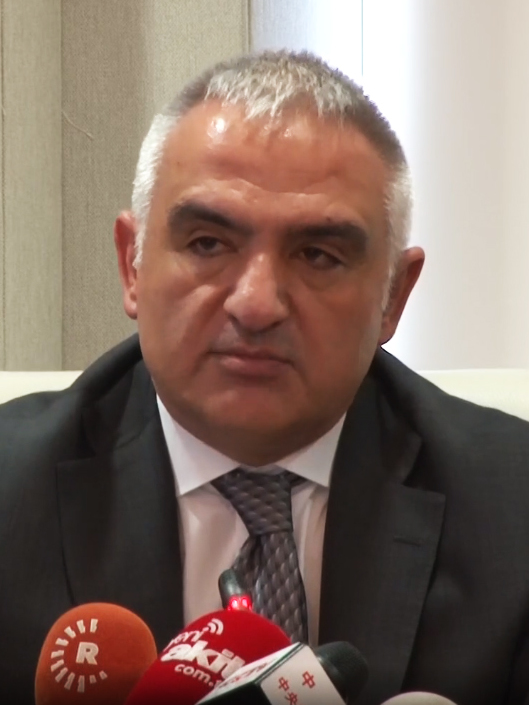
Mehmet Ersoy

Mehmet Nuri Ersoy (* 1968 in Istanbul) ist ein türkischer Unternehmer, parteiloser Politiker und seit Juli 2018 Kultur- und Tourismusminister der Türkei.

## Leben
Ersoy besuchte die Deutsche Schule Istanbul und studierte an der Universität Istanbul Betriebswirtschaftslehre. Gemeinsam mit seinem Zwillingsbruder gründete er das Touristikunternehmen Ersoy Turistik Servisleri (ETS) sowie die Touristikunternehmen Voyage Hotels Group im Jahre 1999 und Didim Tur. 2004 wurde AtlasGlobal Teil des Touristikkonzernkonglomerats von Ersoy. Im Kabinett Erdoğan IV ist Ersoy als Nachfolger von Numan Kurtulmuş seit 9. Juli 2018 als Kultur- und Tourismusminister tätig.